# Барон, Сэмюэл
Сэмюэл Барон (англ. Samuel Baron; 27 апреля 1925, Нью-Йорк — 16 мая 1997, Нью-Йорк) — американский флейтист.
С детства учился игре на скрипке, переключившись на флейту в 12-летнем возрасте. Окончил Джульярдскую школу (1948), ученик Жоржа Баррера и Артура Лоры; изучал также дирижирование у Эдгара Шенкмана.
В 1948 году выступил основателем Нью-Йоркского духового ансамбля, концертами которого дирижировал (с этим коллективом записал, в частности, диск с музыкой Джованни Габриели). Годом позже основал также Нью-Йоркский духовой квинтет, в составе которого выступал до 1969 года и начиная с 1980 года. В составе квинтета осуществил ряд премьер, в том числе «Летней музыки» Сэмюэла Барбера. Играл в нескольких нью-йоркских оркестрах, в 1952—1953 гг. первая флейта Миннеаполисского симфонического оркестра. С 1965 года участник ансамбля Группа баховских арий, с 1980 года его директор; под руководством Барона этот коллектив, посвящённый исключительно музыке Иоганна Себастьяна Баха, записал «Искусство фуги» в переложении для струнного квартета и духового квинтета. Под редакцией Барона издана баховская соната для флейты и клавира BWV 1032 (1975, издательство Оксфордского университета). В 1977—1978 гг. президент Национальной ассоциации флейты.
Среди записей Барона как солиста — сонаты Баха и Георга Филиппа Телемана, однако преобладает новейшая американская музыка.
Преподавал в Стоуни-Брукском университете с 1966 года, а также в Джульярдской школе, Йельском университете и Маннес-колледже; среди его учеников, в частности, Алекса Стилл.